# اکتلیون
اکتلیون (به آلمانی: Actelion) شرکت داروسازی سوئیسی است، که در ماه دسامبر سال ۱۹۹۶ تأسیس شد. دفتر مرکزی این شرکت در الش ویل، نزدیک بازل (سوئیس) قرار دارد.
دکتر ژان پل کلوزت؛ یکی از بنیانگذاران اصلی این شرکت که یک متخصص قلب است، هم‌اکنون به عنوان مدیرعامل شرکت اکتلیون فعالیت می‌کند.